# Stay (Tooji-dal)
A Stay (magyarul: Maradj!) egy popdal, mely Norvégiát képviselte a 2012-es Eurovíziós Dalfesztiválon. A dalt a norvég–iráni származású Tooji adta elő angolul.
A dal a 2012. február 11-én rendezett norvég nemzeti döntőben nyerte el az indulás jogát. A döntőben a nézők és a zsűri szavazatai alapján derült ki a végeredmény. A dal pedig 155 480 ponttal az első helyen végzett, ami a tízfős döntőben elegendő volt a győzelemhez.
Az Eurovíziós Dalfesztiválon a dalt először a május 24-én rendezett második elődöntőben adták elő, a fellépési sorrendben tizenhatodikként, a szlovák Max Jason Mai Don’t Close Your Eyes című dala után és a bosnyák Maya Sar Korake ti znam című dala előtt. Az elődöntőben 45 pontot szerzett – éppen annyit, mint a bolgár dal. A dalfesztivál szabályai szerint azonban Norvégia végzett a 10. helyen, így továbbjutott a döntőbe.
A május 26-án rendezett döntőben a fellépési sorrendben tizenkettedikként adták elő, az észt Ott Lepland Kuula című dala után és az azeri Sabina Babayeva When the Music Dies című dala előtt. A szavazás során 7 pontot kapott, mely a 26. helyet helyet jelentette a 26 fős mezőnyben.

## Slágerlistás helyezések
| Slágerlisták (2012) | Helyezés |
| ------------------- | -------- |
| Norvégia (VG-lista) | 2        |

## Lásd még
- Tooji
- 2012-es Eurovíziós Dalfesztivál